# Jyri Kjäll
Jyri Göran Kjäll (Seinäjoki, 13 de enero de 1969) es un deportista finlandés que compitió en boxeo.
Participó en los Juegos Olímpicos de Barcelona 1992, obteniendo una medalla de bronce en el peso superligero. Ganó una medalla de plata en el Campeonato Mundial de Boxeo Aficionado de 1993, en el mismo peso.
En diciembre de 1994 disputó su primera pelea como profesional. En su carrera profesional tuvo en total 24 combates, con un registro de 23 victorias y una derrota.

## Palmarés internacional
| Juegos Olímpicos   | Juegos Olímpicos    | Juegos Olímpicos  | Juegos Olímpicos |
| Año                | Lugar               | Medalla           | Categoría        |
| ------------------ | ------------------- | ----------------- | ---------------- |
| 1992               | Barcelona (España)  | Medalla de bronce | 63,5 kg          |
| Campeonato Mundial |                     |                   |                  |
| Año                | Lugar               | Medalla           | Categoría        |
| 1993               | Tampere (Finlandia) | Medalla de plata  | 63,5 kg          |